# 朱宣墡
华阳温懿王朱宣墡（1530年代—1597年），字曰厚，自號味一道人。明朝华阳庄靖王朱承爝嫡长子。生年待考，仅知其胞弟朱宣封生于1539年。

## 生平
嘉靖三十九年（1560年）其为华阳王长子（郡王继承人）时，著有《詩心珠㑹》八卷。
不迟于万历十一年（1583年），朱承爝薨。万历十三年（1585年）三月，因礼部奏请，朱宣墡袭封為華陽王，继夫人王氏進封為继妃。万历二十五年（1597年）薨。二十六年（1598年）二月，明神宗遣行人儲純臣掌行朱宣墡喪禮，半給墳價造葬。两年后（1600年）庶长子朱奉鈗袭封。

## 家庭

### 妻妾
- 原配梅氏，梅大羹之女
- 继妃王氏
- 夫人熊氏，熊邦宠之女，嘉靖三十二年（1553年）选配，万历六年（1578年）九月因去世得朝廷遣官赐祭，十八年（1590年）追封夫人，后因子朱奉鈗袭封，追封王妃[3]

### 子女
- 庶长子华阳安惠王朱奉鈗